# Plenzengreith
Plenzengreith ist eine Ortschaft und eine Katastralgemeinde der Gemeinde Passail im Bezirk Weiz in Steiermark. Die Ortschaft hat 178 Einwohner (Stand 1. Jänner 2024).

## Geografie
Das Dorf zwischen Schöcklbach und Wöllingbach befindet sich auf einem Ausläufer im Norden des Schöckls und wird von mehreren Einzelhöfen umsäumt. Erreichbar ist der Ort über die Radegunderstraße L319. Zur Ortschaft zählen weiters die Streusiedlungen Grub und Stein.

## Geschichte
Der Ort wurde erstmals im Jahr 1265 als Plenssenreut erwähnt, wie dem Marchfutterurbar zu entnehmen ist. Der Name bezieht sich auf das slawische Wort planica, was Ebene, Waldlichtung oder Rodung bedeutet. Das Dorf bestand im 14. Jahrhundert aus 10 Gehöften, allerdings nur aus fünf bis acht Bauern. In der Neuzeit werden nur sechs Gehöfte genannt. Grund hierfür ist der Besitz des vlg. Amtmann, dem vier Höfe zugerechnet wurden. Von diesem Anwesen wurde im 19. Jahrhundert der vlg. Kleinamtmann abgespalten.
Laut Adressbuch von Österreich waren im Jahr 1938 in Plenzengreith ein Gastwirt, ein Holzhändler und einige Landwirte ansässig.
Bei der Steiermärkischen Gemeindestrukturreform im Jahr 2015 wurde Plenzengreith zunächst der neu gegründeten Gemeinde Gutenberg-Stenzengreith zugeteilt, auf Wunsch der ortsansässigen Bevölkerung am 1. Jänner 2020 in die Gemeinde Passail eingegliedert.

## Siedlungsentwicklung
Zum Jahreswechsel 1979/1980 befanden sich in der Katastralgemeinde Plenzengreith insgesamt 40 Bauflächen mit 22.806 m² und 15 Gärten auf 22.260 m², 1989/1990 gab es 41 Bauflächen. 1999/2000 war die Zahl der Bauflächen auf 133 angewachsen und 2009/2010 bestanden 78 Gebäude auf 138 Bauflächen.

## Bodennutzung
Die Katastralgemeinde ist land- und forstwirtschaftlich geprägt. 201 Hektar wurden zum Jahreswechsel 1979/1980 landwirtschaftlich genutzt und 264 Hektar waren forstwirtschaftlich geführte Waldflächen. 1999/2000 wurde auf 170 Hektar Landwirtschaft betrieben und 288 Hektar waren als forstwirtschaftlich genutzte Flächen ausgewiesen. Ende 2018 waren 157 Hektar als landwirtschaftliche Flächen genutzt und Forstwirtschaft wurde auf 287 Hektar betrieben. Die durchschnittliche Bodenklimazahl von Plenzengreith beträgt 21,1 (Stand 2010).